# Ashermanův syndrom

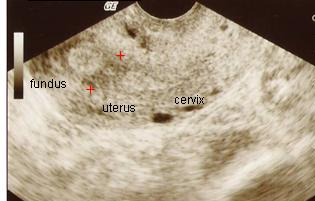
Ultrazvukový snímek ženy s AS

Ashermanův syndrom (AS) je získané onemocnění dělohy, ke kterému dochází, když se uvnitř dělohy a/nebo děložního hrdla vytvoří jizvy (adheze). Vyznačuje se srůsty zjizvené děložní sliznice (endometria), což zmenšuje objem děložní dutiny. AS může být příčinou poruch menstruace, neplodnosti a abnormalit placenty. Ačkoli první případ nitroděložního srůstu publikoval v roce 1894 Heinrich Fritsch, úplný popis Ashermanova syndromu provedl až po 54 letech Joseph Asherman.
Neexistuje jediná příčina AS. Mezi rizikové faktory může patřit myomektomie (odstranění myomu/ů z dělohy), císařský řez, infekce, věk, genitální tuberkulóza a obezita. Genetická predispozice k AS se zkoumá. Existují také studie, které ukazují, že těžká pánevní infekce nezávisle na operaci může způsobit AS. AS se může vyvinout, i když žena neprodělala žádnou operaci dělohy, úraz ani těhotenství. V Severní Americe a evropských zemích je sice vzácná, ale v jiných zemích, například v Indii, je příčinou Ashermanova syndromu genitální tuberkulóza.